# Olof Rosenblad
Olof Rosenblad troligen född 1720, död 6 januari 1789 i Gränna, var en svensk kyrkomålare och tapetfabrikör.
Rosenblad var från 1752 gift med Catharina Berggren och var far till kyrkomålaren Johan Fredrik Rosenblad. Man har inga säkra uppgifter om Rosenblads utbildning och läroår men man vet att han på rekommendation av landshövding Anders Tungelfeldt beviljades burskap i Gränna 1749. År 1754 ansökte målarmästarna Johan Kinnerus och Carl Gustafsson Nehrman hos landshövdingeämbetet att Rosenblad skulle förbjudas att utöva sitt yrke eftersom han inte var mästare. Rosenblad utförde självständigt eller tillsammans med sin son dekorativa målningar i Bälaryds kyrka, Ödestugu kyrka, Vireda kyrka och Åkers kyrka. Han tillskrivs även altartavlan i Gränna kyrka eftersom man vet att den är sänkt till kyrkan av hans hustru 1753. Han startade 1753 en fabrik för framställning av handtryckta tapeter.

## Johan Fredrik Rosenblad
Johan Fredrik Rosenblad, född 12 november 1753 i Gränna, död före 1817 troligen i Stockholm, var en svensk kyrkomålare. Uppgifterna om Johan Fredrik är mycket knapphändiga men man vet att han under sin tid i Gränna arbetade som medhjälpare till sin far men att han före 1779 lämnade Gränna för att bosätta sig i Stockholm 1789. I Stockholm var han troligen verksam som målare anställd av någon mästare.   